# Ресурси земних надр
Ресу́рси земн́их надр — природні ресурси надр, які за своїм речовинним складом, місцем розташування і можливостями використання поділяються на групи:
I. Родовища твердих, рідких і газоподібних корисних копалин.
II. Відвали видобутих забалансових корисних викопних гірських порід, розкриву і від проходження підземних виробок, що містять корисні компоненти.
III. Відходи переробки збагачувального і металургійного виробництва (відвали хвостів збагачувальних фабрик, металургійних шлаків, промивних установок на розсипних родовищах), стічні води збагачувального і металургійного виробництва, що містять корисні компоненти.
IV. Глибинні джерела прісних, мінеральних і термальних вод.
V. Внутрішнє (глибинне) тепло надр Землі, або геотермальні ресурси.
VI. Природні і техногенні порожнини в земних надрах (печери, гірничі виробки, придатні для розміщення промислово-господарських і лікувальних об'єктів, поховання відходів промислового виробництва і для інших цілей).
Перші три групи разом складають мінеральні ресурси надр: перша група — власне природні мінеральні ресурси, друга і третя — відходи їх видобутку і переробки. Значні за запасами скупчення останніх, зокрема відвали, що являють промисловий інтерес, іноді називають техногенними родовищами.